# Чжао Сяодин
Чжао Сяоди́н (кит. трад. 趙小丁, упр. 赵小丁, пиньинь Zhào Xiǎodīng) — китайский кинооператор и фотограф. В 2005 году номинировался на премию «Оскар» за лучшую операторскую работу в фильме «Дом летающих кинжалов».

## Биография
Родился в Пекине. После окончания средней школы поступил на факультет фотографии в Пекинскую киноакадемию из которой выпустился в 1989 году. Известен по работе с режиссёром Чжан Имоу. Сотрудничество началось со съемок фильма «Герой», где основным кинооператором был Кристофер Дойл, а Сяодин работал в операторской бригаде. За их следующую совместную работу над фильмом «Дом летающих кинжалов» Сяодина номинировали на премию «Оскар» за лучшую операторскую работу. Кроме работы в художественном кино участвует в съемках рекламных фильмов и является вице-президентом Китайского общества кинооператоров.

## Фильмография
- 1992 — «Войны разводов» (кит. 离婚大战)
- 1993 — «Временный отец» (кит. 临时爸爸)
- 1993 — «Наполовину муж» (кит. 编外丈夫)
- 1993 — «Влюбленные глупцы» (кит. 爱情傻瓜)
- 2002 — «Весеннее метро» (кит. 开往春天的地铁)
- 2004 — «Дом летающих кинжалов» (кит. 十面埋伏)
- 2005 — «Путь в тысячу миль» (кит. 千里走单骑)
- 2006 — «Проклятие золотого цветка» (кит. 满城尽带黄金甲)
- 2008 — «Баскетбол в стиле Кунг-Фу» (кит. 功夫灌籃)
- 2008 — «Дети Хуанши» (кит. 黄石的孩子)
- 2008 — «Императрица и воины» (кит. 江山美人)
- 2009 — «Женщина, пушка и лапша» (кит. 三枪拍案惊奇)
- 2010 — «Настоящая легенда» (кит. 蘇乞兒)
- 2010 — «Большой солдат» (кит. 大兵小將)
- 2011 — «Цветы войны» (кит. 金陵十三釵)
- 2012 — «Убийцы» (кит. 铜雀台)
- 2014 — «Возвращение» (кит. 歸來)
- 2016 — «Великая стена» (кит. 长城)
- 2018 — «Тень» (кит. 影)
- 2020 — «Одна секунда» (кит. 秒钟)
- 2021 — «Над обрывом» (кит. 悬崖之上)